# فتس والر
فتس والر (به انگلیسی: Fats Waller) ‏(۲۱ مه ۱۹۰۴–۱۵ دسامبر ۱۹۴۳) نوازنده پیانو، آهنگساز جاز و خواننده اهل آمریکا بود.
در ۱۹۲۲ کار ضبط موسیقی را شروع کرد. در ۱۹۲۹ آهنگ‌های نمایش موزیکال «هات چاکلت» را نوشت.
در این نمایش که با شرکت لویی آرمسترانگ اجرا شد معروف‌ترین آهنگ او بنام "اینت میس بیهیوینگ" ("دست از پا خطا نمی‌کنم") عرضه شد.